# بريدي
بريدي (بالروسية: Бреды) هي مدينة في مقاطعة تشيليابينسك أوبلاست في روسيا.